# 王樹中
王樹中（1868年—1916年），字建侯，号百川、梦梅生，甘肅省蘭州府皋蘭縣人，祖籍山东新城，清朝政治人物、同進士出身。

## 生平
光緒二十年（1894年），参加光緒甲午科殿試，登進士三甲73名。同年五月，著交吏部掣签分发各省，以知县即用。